# حفل توزيع جوائز الأوسكار الأربعون
حفل توزيع جوائز الأوسكار الأربعون (بالإنجليزية: 40th Academy Awards)‏ هو حدث نظمته أكاديمية فنون وعلوم الصور المتحركة لتكريم أفضل الأفلام لسنة 1967. أقيم الحفل بتاريخ 10 أبريل، 1968 في قاعة عرض سانتا مونيكا المدنية في سانتا مونيكا، كاليفورنيا. قامت شبكة هيئة الإذاعة الأمريكية ببثّ الحفل، وقدّمه بوب هوب. في هذه الدورة، فاز فيلم في دفء الليل بجائزة أفضل فيلم، وحاز الممثّل رود ستايغر على جائزة أفضل ممثّل، ونالت الممثلة كاثرين هيبورن جائزة أفضل ممثّلةٍ، وكانت جائزة الأوسكار لأفضل مخرج من نصيب المخرج مايك نيكولز.
أكثر الأفلام ترشيحاً للحصول على جوائز كانت فيلم بوني وكلايد وفيلم خمن من سيأتي للعشاء حيث تلقّين 10 ترشيحات، بينما أكثرها فوزاً كان فيلم في دفء الليل حيث فاز بـ 5 جوائز.

## الجوائز
- جائزة أفضل فيلم:

في دفء الليل
- جائزة أفضل مخرج:

مايك نيكولز
- جائزة أفضل ممثّل:

رود ستايغر
- جائزة أفضل ممثّلة:

كاثرين هيبورن
- جائزة أفضل ممثّل مساعد:

جورج كينيدي
- جائزة أفضل ممثّلة مساعدة:

إستيل بارسونز
- جائزة أفضل سيناريو مقتبس:

في دفء الليل
- جائزة أفضل موسيقى تصويريّة:

كاميلوت وميلي الجديدة كليًا
- جائزة أفضل تأثيرات بصريّة:

دكتور دوليتل
- جائزة أفضل خلط أصوات:

في دفء الليل

## وصلات خارجية
- حفل توزيع جوائز الأوسكار الأربعون على موقع IMDb (الإنجليزية)
- حفل توزيع جوائز الأوسكار الأربعون على موقع ميوزك برينز (الإنجليزية)
- الموقع الرسمي لجوائز الأكاديمية.
- الموقع الرسمي لأكاديمية فنون وعلوم الصور المتحركة.
- قناة جوائز الأوسكار على موقع يوتيوب (تُديره أكاديمية فنون وعلوم الصور المتحركة).
- مقتطفات فيديو من أكاديمية فنون وعلوم الصور المتحركة.